# نادي أمازولو
نادي أمازولو لكرة القدم (بالإنجليزية: AmaZulu Football Club)‏ هو نادي كرة قدم جنوب أفريقي أٌسس عام 1932. يلعب النادي في دوري جنوب أفريقيا لكرة القدم ‏.